# Abulites
Abulites foi um sátrapa de Susiana que se rendeu a Alexandre, o Grande quando este chegou a Susa. Alexandre manteve-o no posto, mas mais tarde Abulites foi executado por ordem do rei macedónio (trespassado com uma lança), juntamente com o seu filho Oxiatres, por crimes cometidos no governo do território, segundo relata Plutarco.